# Temnostoma tuwensis
Temnostoma tuwensis är en tvåvingeart som beskrevs av Nina Krivosheina 2004. Temnostoma tuwensis ingår i släktet tigerblomflugor, och familjen blomflugor. Inga underarter finns listade i Catalogue of Life.